# Ártéri légy
Az ártéri légy (Lejota) a zengőlegyek (Syrphoidea) öregcsaládjában a névadó zengőlégyfélék (Syrphidae)család herelégyfélék (Eristalinae) alcsaládjába sorolt darázszengőlégy-rokonúak (Milesiini) nemzetségének egyik kevéssé ismert neme.

## Származása, elterjedése
A palearktikus faunatartományból 2017-ig nyolc fajukat ismerték meg:
- Lejota aerea
- Lejota cyanea
- Lejota femoralis
- Lejota femorata
- Lejota korsakovi
- Lejota ruficornis
- Lejota simplex
- Lejota villosa

úgy, hogy ezek nagy többsége Ázsiában él. Magyarországon egyedül a fekete ártéri légy (Lejota ruficornis) ismert.

## Megjelenése, felépítése
Ez a közepes méretű, fekete, fémesen csillogó zengőlegyek. Megjelenése a bronzlégy (Cheilosia) nem fajaiéra emlékeztet, de az ártéri legyek arcán nincs dudor.

## Életmódja, élőhelye
Lárvája korhadó fában fejlődik.